# کمیسیون حقیقت و آشتی (آفریقای جنوبی)
کمیسیون حقیقت و آشتی (انگلیسی: Truth and Reconciliation Commission) یا (TRC) نوعی شبه دادگاه ترمیمی که در آفریقای جنوبی و پس از پایان آپارتاید تشکیل شد. این کمیسیون با مجوز نلسون ماندلا و ریاست دزموند توتو برگزار شد، این کمیسیون از شاهدانی که به‌عنوان قربانی نقض فاحش حقوق بشر شناسایی شده بودند دعوت کرد تا دربارهٔ تجربیات خود اظهارنظر کنند و از میان شاهدان برخی را برای جلسات عمومی انتخاب کرد. از طرف دیگر عاملان خشونت می‌توانستند شهادت دهند و درخواست عفو کنند و از تعقیب کیفری و مدنی در امان باشند.
فعالیت کمیسیون توسط بسیاری به عنوان یکی از اجزای مهم گذار به دموکراسی کامل و آزاد در آفریقای جنوبی تلقی می‌شود. علیرغم برخی ایرادات، عموماً (اگرچه نه در سطح جهانی) تصور می‌شود که موفق بوده‌است.
مؤسسه عدالت و مصالحه در سال ۲۰۰۰ به عنوان سازمان جانشین کمیسیون حقیقت و آشتی تأسیس شد.